# Будинок Ізидора Козовера
Будинок Ізидора Козовера — житловий будинок правника єврейського кагалу, адвоката, доктора права, господарського та громадського діяча Ізидора Козовера (пол. Izydor Kozower). Відомий нині як Чортківський окружний суд, перебуває в аварійному стані.
Оголошений пам'яткою архітектури місцевого значення (охоронний номер 72).

## Відомості
Будинок було збудовано у стилі сецесії 1908 року місцевим адвокатом, доктором права Ізидором Козовером. Співвласницею кам'яниці була його дружина Юлія Козовер із Герцлів.
У восьми кімнатах містилися адвокатська канцелярія та житлові приміщення. Зовнішній ремонт востаннє проводили близько п’ятдесяти років тому. Однією з прикрас пам’ятки є унікальні різьблені двері до приміщення від вулиці Сонячної, які через багаторічну відсутність догляду руйнуються.
Це єдиний випадок у Тернопільській області, коли суд функціонує у чужому приміщенні.